# Senaat van de Republiek (Mexico)

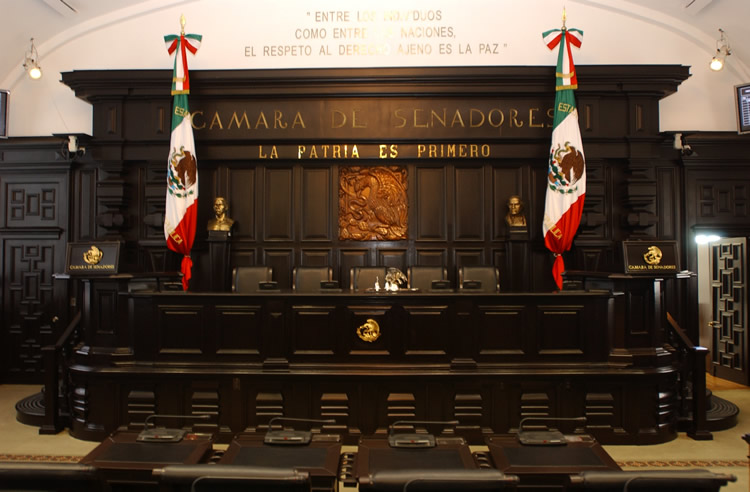
Senaatszaal

De Senaat is het hogerhuis van het Congres van de Unie, het Mexicaanse parlement.
De senaat heeft 128 zetels. Drie voor elk van de 31 staten van Mexico, drie voor Mexico-Stad en 32 die door evenredige vertegenwoordiging verdeeld zijn. Om te voorkomen dat een partij alle zetels krijgt, is het districtenstelsel zo ingericht dat de winnende partij in een staat twee zetels krijgt, en de daaropvolgende partij een. Dit betekent dus dat één partij nooit meer dan 96 zetels kan winnen.

## 62e Legislatuur (2012-2015)
De zetelverdeling voor de periode 2012-2015 was als volgt:
| Partij                                      | Zetels |
| ------------------------------------------- | ------ |
| Institutioneel Revolutionaire Partij (PRI)  | 52     |
| Nationale Actiepartij (PAN)                 | 38     |
| Partij van de Democratische Revolutie (PRD) | 22     |
| Groene Ecologische Partij van Mexico (PVEM) | 9      |
| Partij van de Arbeid                        | 5      |
| Nieuwe Alliantie                            | 1      |
| Movimiento Ciudadano                        | 1      |

## 65e Legislatuur (2021-2024)
De zetelverdeling voor de periode 2021-2024 was als volgt:
| Partij                                      | Zetels |
| ------------------------------------------- | ------ |
| Morena                                      | 61     |
| Nationale Actiepartij (PAN)                 | 25     |
| Institutioneel Revolutionaire Partij (PRI)  | 13     |
| Movimiento Ciudadano                        | 8      |
| Groene Ecologische Partij van Mexico (PVEM) | 7      |
| Partij van de Arbeid                        | 6      |
| Partij van de Democratische Revolutie (PRD) | 4      |
| Partij van de Solidaire Ontmoeting          | 4      |

## 66e Legislatuur (2024-2027)
De zetelverdeling voor de periode 2024-2027 was bij de installering op 1 september 2024 als volgt:
| Partij                                      | Zetels |
| ------------------------------------------- | ------ |
| Morena                                      | 62     |
| Nationale Actiepartij (PAN)                 | 22     |
| Institutioneel Revolutionaire Partij (PRI)  | 16     |
| Movimiento Ciudadano                        | 5      |
| Groene Ecologische Partij van Mexico (PVEM) | 14     |
| Partij van de Arbeid (PT)                   | 9      |

President Andrés Manuel López Obrador, in functie tot en met 30 september 2024, werd gesteund door de 85 senatoren van de partijen Morena, PVEM en PT. De 43 senatoren van PAN, PRI en MC vormden de oppositie. Twaalf dagen na de installering stemde senator Miguel Ángel Yunes Márquez van PAN vóór een door de president voorgestelde wijziging van de grondwet terwijl zijn partij tegen stemde. Prompt werd hij uit de partij gezet. Daarmee werd de president gesteund door 86 senatoren, precies de tweederdemeerderheid die benodigd is om grondwetswijzigingen goed te keuren.